# Pietro Lana
Pour les articles homonymes, voir Lana (homonymie).
Pietro Lana (né à Milan le 10 octobre 1888 et mort dans la même ville le 6 décembre 1950) est un footballeur international italien des années 1910. Il est connu comme le premier buteur de l'histoire de la sélection italienne.

## Biographie
Cet attaquant joue avec le Milan CFC pendant six saisons, et ne remporte aucun titre.
Avec la Squadra Azzurra, il obtient deux sélections contre la France et contre la Hongrie. Lors du premier, qui constitue le premier match officiel de l'Italie, il inscrit le premier but à la 13e minute et réalise un triplé. Lors du second match, il n'inscrit pas de but.